# Dalapälsfår
Dalapälsfår (eller Dala-pälsfår eller Dala pälsfår) är en svensk fårras som tillhör gruppen allmogefår i nordiska kortsvansfår. De härstammar precis som Åsenfåren från Älvdalens socken i Dalarna. De är oftast vita och kan ha mörka tecken och baggarna är behornade men tackorna är vanligtvis kulliga.
Dalapälsfår har sitt ursprung hos bröderna Bergström i Älvdalsåsen i Dalarna och "återupptäcktes" 1975.